# Estación de Ferrocarriles de Montevideo
La Estación de Ferrocarriles de Montevideo, también denominada Estación Central, es la principal estación de trenes en Montevideo y en Uruguay, ya que tras el cierre de la Estación Central General Artigas en 2003, esta nueva estación ejerce como estación central. 

## Historia

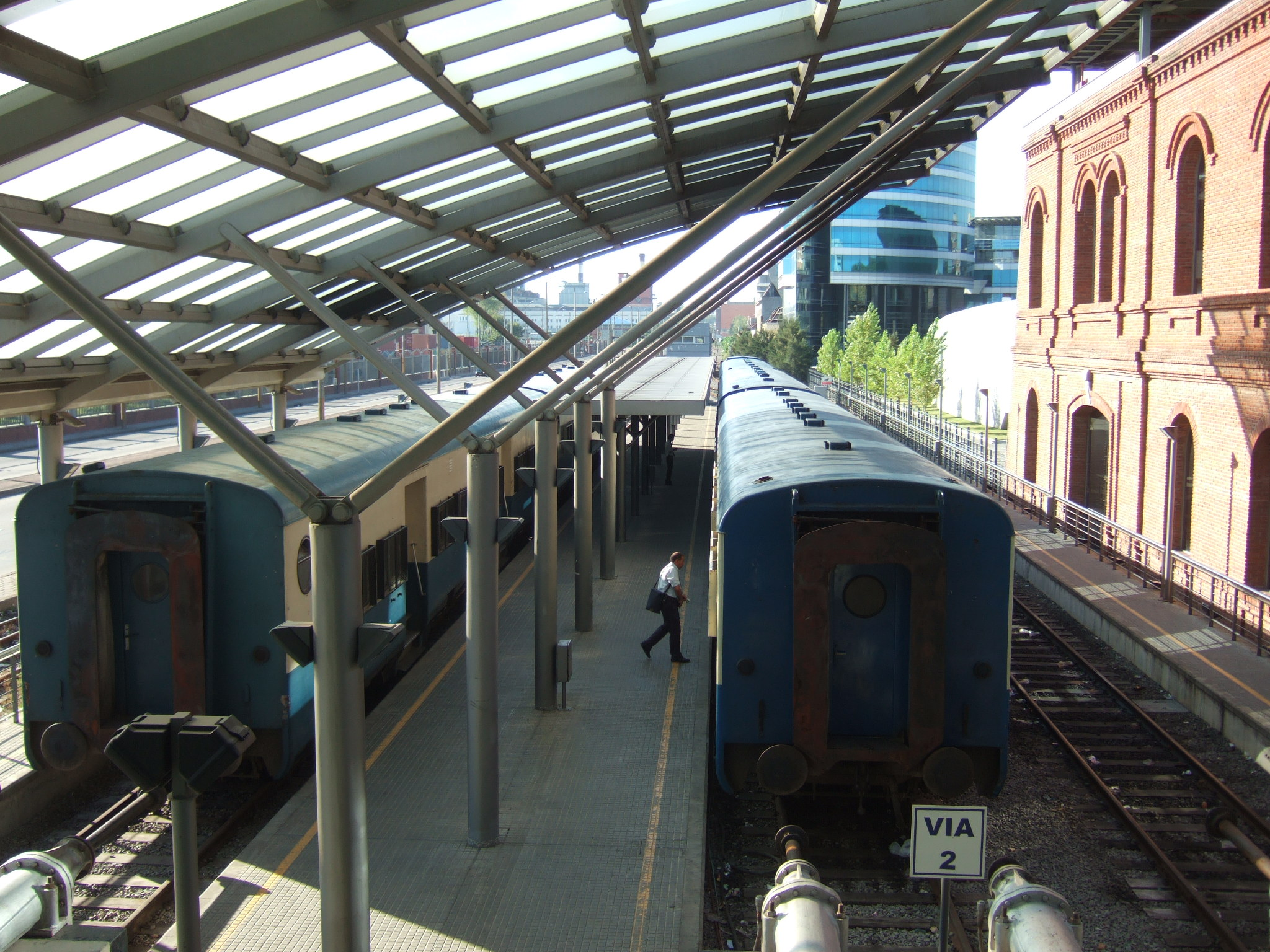
Interior de la nueva estación de Montevideo, año 2010.

A raíz de la implementación del Plan Fénix la Estación Central General Artigas fue cerrada el 1 de marzo de 2003 y reemplazada por una nueva y pequeña estación a 500 metros hacia el norte del antiguo edificio.
El nuevo edificio que alberga actualmente a la Estación Central fue construido en 1999 e inaugurado en 2003. Se estima que el reemplazo de dicha estación, trajo consecuencias en la disminución de servicios y pasajeros.

## Servicios

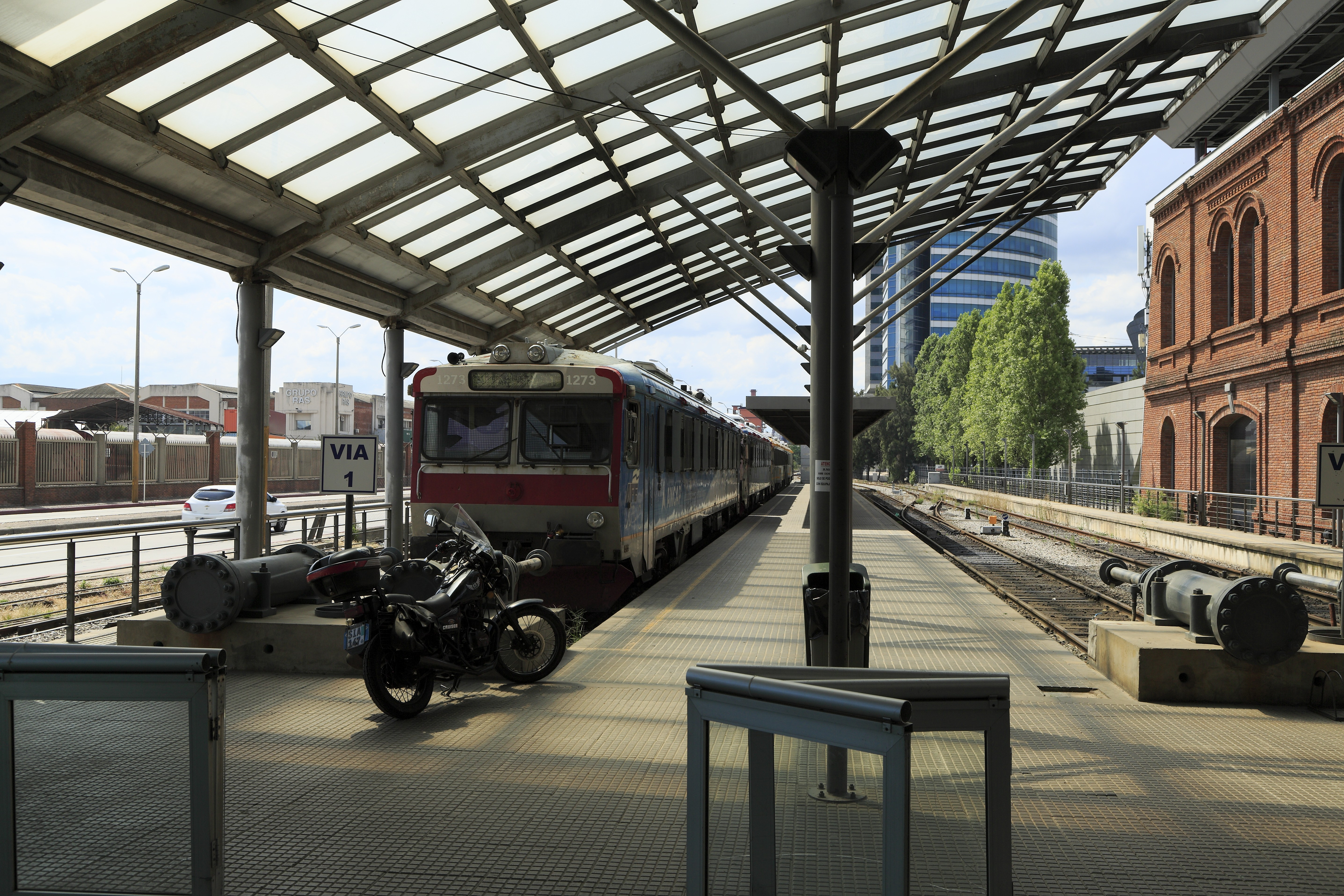
Nueva terminal en el año 2019.

Los servicios de pasajeros fueron suspendidos, y serán reactivados una vez finalicen las obras del "Proyecto Ferrocarril Central". La Administración de Ferrocarriles del Estado brindaba servicios de pasajeros hacia las ciudades de Las Piedras, Progreso y Veinticinco de Agosto. Así como también hacia Empalme Olmos.